# Hilda Sandtner
Hilda Sandtner (* 27. Juni 1919 in Türkheim; † 11. Juli 2006 in Augsburg) war eine deutsche Zeichnerin, Textilkünstlerin, Glasmalerin, Professorin für Kunsterziehung und Lehrstuhlinhaberin an der Universität Augsburg.

## Leben
Hilda Sandtner wurde als zwölftes und letztes Kind des Volksschullehrers Ignaz Sandtner und dessen Frau Babette Sandtner, geborene Zahler, im schwäbischen Türkheim geboren. Nach einem beruflichen Ortswechsel des Vaters wuchs sie in Steinheim an der Donau auf. Ihre katholische Familie war arm und konnte ihr kein Studium finanzieren. Wie einige ihrer Schwestern zuvor, absolvierte auch sie nach dem Abitur deshalb an der Lehrerbildungsanstalt in Lauingen eine Ausbildung zur Volksschullehrerin. Von 1938 bis 1940 besuchte sie die Lehrerhochschule Pasing bzw. München-Pasing („Hans Schemm-Hochschule“). Die folgende Tätigkeit als Lehrerin erlebte sie als unbefriedigend, da sie ihre künstlerische Begabung weder ausreichend einbringen, noch an ihrer eigenen künstlerischen Entwicklung arbeiten konnte. Von 1943  bis 1952 besuchte sie die Kunstakademie München, ab 1947 die Akademie der Bildenden Künste in München. Dort erkannte Josef Oberberger bald ihre Begabung und ließ die bei ihm ab 1949 als Meisterschülerin Studierende an seinen Großaufträgen mitwirken.
Nach Abschuss ihres Studiums war sie zunächst als Kunsterzieherin (ab 1958 Studienrätin) in Weiden und als Porzellanmalerin für die Firma Rosenthal in der Oberpfalz tätig. 1959 wechselte sie als Dozentin an die Pädagogische Hochschule Augsburg, wo sie den Fachbereich Kunsterziehung aufbaute. 1961 wurde sie Studienprofessorin, 1967 Studiendirektorin und 1972 Oberstudiendirektorin. Kreativität in der Kunst war das oberste Anliegen ihrer pädagogischen Zielsetzung. Nach der Eingliederung des Institutes in die neu gegründete Universität Augsburg übernahm sie dort 1973 bis zu ihrer Emeritierung im Jahr 1984 den Lehrstuhl für Kunsterziehung.
Im Mai 1989 wurde sie mit dem Verdienstkreuz 1. Klasse geehrt.
Hilda Sandtner starb wenige Tage nach Vollendung ihres 87. Lebensjahres am 11. Juli 2006 in Augsburg.

## Wirken und Werke
Eine Zeit lang lebte Sandtner in der kleinen schwäbischen Gemeinde Waldkirch, wo sie die Fresken in der Pfarrkirche Mariä Schmerzen restaurierte. Dort entstand in den 1940er Jahren eine Zeichnung, die einen Apfelbaum zeigt, der aus dem Pfarrhaus wächst.
Für zahlreiche Kirchen im Raum Augsburg und in Schwaben gestaltete sie großformatige farbenfrohe Glasfenster und Wände mit Glasmosaiken. Eindrucksvolle Beispiele ihrer Arbeit sind in der katholischen Pfarrkirche St. Elisabeth in Augsburg-Lechhausen zu sehen, wo Sandtner ein mehrteiliges, die gesamte Chorabschlusswand überziehendes Glasmosaik mit Szenen aus dem Leben der Kirchenpatronin Elisabeth von Thüringen sowie zwei runde Fenster unter der Empore und ein hohes Rundbogenfenster hinter der Orgel gestaltete.
Hilda Sandtner erlernte noch während ihrer Akademiezeit in der Werkstatt des Klosters Wettenhausen die Kunst der Paramentenstickerei. Hieraus resultierte eine hohe Affinität der Künstlerin zur Gestaltung mit textilen Materialien. Einen Schwerpunkt ihrer Lehrtätigkeit bildete daher der textile Bereich, der das Profil des Lehrstuhles entscheidend prägte. Zu ihren Arbeiten zählen gewebte Wandbehänge für öffentliche Gebäude, gebatikte Landschaften, Paravents, Priestergewänder und Fastentücher. Einer ihrer bekanntesten textilen Entwürfe ist der ca. 6 m hohe und ca. 2,6 m breite Wandteppich „Das himmlische Jerusalem“, der im Seitenschiff der katholischen Stadtpfarrkirche St. Peter und Paul im niederbayerischen Waldkirchen hängt.
Von ihren 23 wissenschaftlichen Publikationen widmen sich allein 13 dem Umgang mit textilen Materialien. 
Sandtner verfügte über eine umfassende Privatsammlung von Textilien und Kunstgegenständen aller Art, die sie nach ihrer Emeritierung und der Errichtung einer Stiftung 1984 der Stadt Mindelheim übereignete. Die Sandtner-Sammlung bildete als Sandtner-Stiftung den Grundstock des Textilmuseums Mindelheim, das 1986 im zweiten Stock des als Museumsgebäude umgenutzten ehemaligen  Jesuitenkollegs Mindelheim eröffnet und somit der Öffentlichkeit zugänglich gemacht wurde. Im Juli 2009 wurde am Eingang zum Textilmuseum eine Gedenktafel für die Stifterin enthüllt.
Ein bedeutender Teil ihres zeichnerischen Nachlasses erhielt der Förderverein Gempfinger Pfarrhof e.V. als Schenkung.
Anlässlich ihres 100. Geburtstags zeigten die Mindelheimer Museen im Sommer 2019 in einer dreimonatigen Sonderausstellung mit dem Titel „Hilda!“ das große künstlerische Spektrum Hilda Sandtners. Die Ausstellung „Hilda Sandtner – aufgemischt! Künstlerin, Pädagogin, Sammlerin im Dialog mit Studierenden“ im Sommer 2024 war Sandtner als erster Lehrstuhlinhaberin des Lehrstuhls für Kunstpädagogik der Universität Augsburg gewidmet.

## Auszeichnungen und Ehrungen
- 1989:  Bundesverdienstkreuz 1. Klasse
- 1994: Allgäuer Ehrentaler des Heimatbundes Allgäu[11]
- Hilda-Sandtner-Straße in Stadtbergen, ihrem Wohnort
- Hilda-Sandtner-Weg in Mindelheim

## Veröffentlichungen (Auswahl)
- Hilda Sandtner: Schöpferische Textilarbeit.Verlag Ludwig Auer, Donauwörth 1975.
- Hilda Sandtner: Schwäbischer Flecklesteppich. Allgäuer Zeitungsverlag, Kempten 1978.
- Hilda Sandtner: Schmuckränder - Eine vollständige Einführung in die Techniken der textilen Randverzierungen. Werner Hörnemann Verlag, Bonn 1978.
- Hilda Sandtner: Stoffmalerei und Stoffdruck. Geschichte, Technik, Gestaltung. DuMont Buchverlag, Köln 1979.
- Hilda Sandtner: Bast. Frech Verlag, Stuttgart 1981.